# Grant Connell
Grant Connell (* 17. November 1965 in Regina, Saskatchewan) ist ein ehemaliger kanadischer Tennisspieler.

## Karriere
Der Doppelspezialist konnte in seiner aktiven Laufbahn insgesamt 22 Siege bei Doppelkonkurrenzen auf der ATP Tour feiern und scheiterte 26 weitere Male erst im Finale. Größte Erfolge waren der Gewinn der Masters-Turniere von Indian Wells 1994, Paris 1995 und Rom 1996 sowie der Gewinn der Doubles Championships 1995. Darüber hinaus konnte Connell das Finale der Australian Open 1990 sowie von Wimbledon 1993, 1994 und 1996 erreichen, scheiterte hier jedoch jeweils.
Connell war in den Jahren 1993 und 1994 insgesamt 14 Wochen Nummer eins der Weltrangliste im Doppel und beendete das Jahr 1993 an dieser Position. Seine höchste Einzelplatzierung erreichte er mit Rang 67 im Juni 1991.
Für die kanadische Davis-Cup-Mannschaft bestritt er 21 Begegnungen. Er gewann 15 seiner 21 Doppelpartien, im Einzel war er in elf Partien achtmal erfolgreich.

## Erfolge
| Legende (Anzahl der Siege)                            |
| Grand Slam                                            |
| Tennis Masters Cup (1)                                |
| ATP Masters Series (3)                                |
| ATP Championship Series ATP International Series Gold |
| ATP World Series ATP International Series (18)        |
| ATP Challenger Tour (6)                               |

| ATP-Titel nach Belag |
| Hartplatz (13)       |
| Sand (2)             |
| Rasen (1)            |
| Teppich (6)          |

### Einzel

#### Turniersiege
| Nr. | Datum             | Turnier   | Belag       | Finalgegner      | Ergebnis |
| --- | ----------------- | --------- | ----------- | ---------------- | -------- |
| 1.  | 11. Oktober 1987  | Vancouver | Hartplatz   | Alexander Mronz  | 7:6, 6:1 |
| 2.  | 15. November 1987 | Helsinki  | Teppich (i) | Alexander Swerew | 7:6, 6:2 |

### Doppel

#### Turniersiege

##### ATP Tour
| Nr. | Datum             | Turnier              | Belag       | Partner           | Finalgegner                        | Ergebnis           |
| --- | ----------------- | -------------------- | ----------- | ----------------- | ---------------------------------- | ------------------ |
| 01. | 22. August 1988   | Livingston           | Hartplatz   | Glenn Michibata   | Marc Flur Sammy Giammalva          | 2:6, 6:4, 7:5      |
| 02. | 23. April 1990    | Seoul                | Hartplatz   | Glenn Michibata   | Jason Stoltenberg Todd Woodbridge  | 7:6, 6:4           |
| 03. | 23. Juli 1990     | Washington, D.C.     | Hartplatz   | Glenn Michibata   | Jorge Lozano Todd Witsken          | 6:3, 6:7, 6:2      |
| 04. | 29. April 1991    | Singapur             | Hartplatz   | Glenn Michibata   | Stefan Kruger Christo van Rensburg | 6:4, 5:7, 7:6      |
| 05. | 18. Januar 1993   | Auckland             | Hartplatz   | Patrick Galbraith | Alex Antonitsch Alexander Wolkow   | 6:3, 7:6           |
| 06. | 18. Oktober 1993  | Tokio Indoor         | Teppich (i) | Patrick Galbraith | Luke Jensen Murphy Jensen          | 7:5, 6:3           |
| 07. | 15. November 1993 | Antwerpen            | Teppich (i) | Patrick Galbraith | Wayne Ferreira Javier Sánchez      | 6:3, 7:6           |
| 08. | 7. März 1994      | Indian Wells Masters | Hartplatz   | Patrick Galbraith | Byron Black Jonathan Stark         | 3:6, 6:1, 7:6      |
| 09. | 25. Juli 1994     | Washington, D.C.     | Hartplatz   | Patrick Galbraith | Jonas Björkman Jakob Hlasek        | 6:2, 6:3           |
| 10. | 22. August 1994   | New Haven            | Hartplatz   | Patrick Galbraith | Jacco Eltingh Paul Haarhuis        | 6:3, 7:6           |
| 11. | 17. Oktober 1994  | Tokio Indoor         | Teppich (i) | Patrick Galbraith | Byron Black Jonathan Stark         | 4:6, 7:6, 7:6      |
| 12. | 16. Januar 1995   | Auckland             | Hartplatz   | Patrick Galbraith | Luis Lobo Javier Sánchez           | 6:4, 6:3           |
| 13. | 13. Februar 1995  | Dubai                | Hartplatz   | Patrick Galbraith | Tomás Carbonell Francisco Roig     | 6:2, 4:6, 6:3      |
| 14. | 27. Februar 1995  | Stuttgart Indoor     | Teppich (i) | Patrick Galbraith | Cyril Suk Daniel Vacek             | 6:2, 6:2           |
| 15. | 24. April 1995    | Bermuda              | Sand        | Todd Martin       | Brett Steven Jason Stoltenberg     | 7:6, 2:6, 7:5      |
| 16. | 6. November 1995  | Paris Masters        | Teppich (i) | Patrick Galbraith | Jim Grabb Todd Martin              | 6:3, 7:6           |
| 17. | 25. November 1995 | Frankfurt            | Teppich (i) | Patrick Galbraith | Jacco Eltingh Paul Haarhuis        | 7:6, 7:6, 3:6, 7:6 |
| 18. | 19. Februar 1996  | Dubai                | Hartplatz   | Byron Black       | Karel Nováček Jiří Novák           | 6:0, 6:1           |
| 19. | 20. Mai 1996      | Rom Masters          | Sand        | Byron Black       | Libor Pimek Byron Talbot           | 6:2, 6:3           |
| 20. | 24. Juni 1996     | Halle                | Rasen       | Byron Black       | Jewgeni Kafelnikow Daniel Vacek    | 6:1, 7:5           |
| 21. | 22. Juli 1996     | Washington, D.C.     | Hartplatz   | Scott Davis       | Doug Flach Chris Woodruff          | 6:4, 7:6           |
| 22. | 19. August 1996   | New Haven            | Hartplatz   | Byron Black       | Jonas Björkman Nicklas Kulti       | 6:4, 6:2           |

##### ATP Challenger Tour
| Nr. | Datum            | Turnier   | Belag         | Partner          | Finalgegner                           | Ergebnis      |
| --- | ---------------- | --------- | ------------- | ---------------- | ------------------------------------- | ------------- |
| 1.  | 12. April 1987   | Graz      | Hartplatz (i) | David Livingston | Carl Limberger Mark Woodforde         | 7:5, 6:3      |
| 2.  | 4. Oktober 1987  | Coquitlam | Hartplatz     | Glenn Michibata  | Juan Ríos (Tennisspieler) Roger Smith | 7:6, 5:7, 6:4 |
| 3.  | 11. Oktober 1987 | Vancouver | Hartplatz     | Glenn Michibata  | Josef Brabenec Tony Macken            | 6:4, 6:2      |
| 4.  | 5. November 1989 | Bergen    | Teppich (i)   | Scott Warner     | Rikard Bergh Kelly Jones              | 7:5, 6:4      |

#### Finalteilnahmen
| Nr. | Datum             | Turnier          | Belag         | Partner           | Finalgegner                         | Ergebnis           |
| --- | ----------------- | ---------------- | ------------- | ----------------- | ----------------------------------- | ------------------ |
| 1.  | 29. März 1987     | Nancy            | Teppich (i)   | Larry Scott       | Ramesh Krishnan Claudio Mezzadri    | 4:6, 4:6           |
| 2.  | 9. Oktober 1988   | Brisbane         | Hartplatz (i) | Glenn Michibata   | Eric Jelen Carl-Uwe Steeb           | 4:6, 1:6           |
| 3.  | 28. Januar 1990   | Australian Open  | Hartplatz     | Glenn Michibata   | Pieter Aldrich Danie Visser         | 4:6, 6:4, 1:6, 4:6 |
| 4.  | 25. Februar 1990  | Philadelphia (1) | Teppich (i)   | Glenn Michibata   | Rick Leach Jim Pugh                 | 6:3, 4:6, 2:6      |
| 5.  | 19. August 1990   | Indianapolis (1) | Hartplatz     | Glenn Michibata   | Scott Davis David Pate              | 6:7, 6:7           |
| 6.  | 13. Januar 1991   | Auckland (1)     | Hartplatz     | Glenn Michibata   | Sergio Casal Emilio Sánchez Vicario | 6:4, 3:6, 4:6      |
| 7.  | 3. März 1991      | Chicago          | Teppich (i)   | Glenn Michibata   | Scott Davis David Pate              | 4:6, 7:5, 6:7      |
| 8.  | 16. Juni 1991     | Queen’s Club     | Rasen         | Glenn Michibata   | Todd Woodbridge Mark Woodforde      | 4:6, 6:7           |
| 9.  | 28. Juli 1991     | Montreal (1)     | Hartplatz     | Glenn Michibata   | Patrick Galbraith Todd Witsken      | 4:6, 6:3, 1:6      |
| 10. | 11. August 1991   | Cincinnati       | Hartplatz     | Glenn Michibata   | Ken Flach Robert Seguso             | 7:6, 4:6, 5:7      |
| 11. | 12. Januar 1992   | Auckland (2)     | Hartplatz     | Glenn Michibata   | Wayne Ferreira Jim Grabb            | 4:6, 3:6           |
| 12. | 5. April 1992     | Singapur         | Hartplatz     | Glenn Michibata   | Todd Woodbridge Mark Woodforde      | 7:6, 2:6, 4:6      |
| 13. | 23. August 1992   | Indianapolis (2) | Hartplatz     | Glenn Michibata   | Jim Grabb Richey Reneberg           | 6:7, 2:6           |
| 14. | 8. Februar 1993   | Dubai            | Hartplatz     | Patrick Galbraith | John Fitzgerald Anders Järryd       | 2:6, 1:6           |
| 15. | 10. Mai 1993      | Hamburg          | Sand          | Patrick Galbraith | Paul Haarhuis Mark Koevermans       | 4:6, 6:7, 7:6      |
| 16. | 5. Juli 1993      | Wimbledon (1)    | Rasen         | Patrick Galbraith | Todd Woodbridge Mark Woodforde      | 5:7, 3:6, 6:74     |
| 17. | 26. Juli 1993     | Washington, D.C. | Hartplatz     | Patrick Galbraith | Byron Black Rick Leach              | 4:6, 5:7           |
| 18. | 8. August 1993    | Los Angeles      | Hartplatz     | Scott Davis       | Wayne Ferreira Michael Stich        | 6:7, 6:7           |
| 19. | 17. Januar 1994   | Auckland         | Hartplatz     | Grant Connell     | Patrick McEnroe Jared Palmer        | 2:6, 6:4, 4:6      |
| 20. | 21. Februar 1994  | Stuttgart        | Teppich       | Patrick Galbraith | David Adams Andrei Olchowski        | 7:6, 4:6, 6:7      |
| 21. | 4. Juli 1994      | Wimbledon (2)    | Rasen         | Patrick Galbraith | Todd Woodbridge Mark Woodforde      | 6:7, 3:6, 1:6      |
| 22. | 9. Januar 1995    | Adelaide (2)     | Hartplatz     | Byron Black       | Jim Courier Patrick Rafter          | 6:7, 4:6           |
| 23. | 9. Oktober 1995   | Kuala Lumpur     | Teppich       | Patrick Galbraith | Patrick McEnroe Mark Philippoussis  | 5:7, 4:6           |
| 24. | 13. November 1995 | Stockholm        | Hartplatz (i) | Patrick Galbraith | Jacco Eltingh Paul Haarhuis         | 6:3, 2:6, 6:7      |
| 25. | 4. März 1996      | Philadelphia (2) | Teppich (i)   | Byron Black       | Todd Woodbridge Mark Woodforde      | 6:7, 2:6           |
| 26. | 8. Juli 1996      | Wimbledon (3)    | Rasen         | Byron Black       | Todd Woodbridge Mark Woodforde      | 6:4, 1:6, 3:6, 2:6 |